# Niklas Malacinski
Niklas Malacinski (* 7. Dezember 2003 in Steamboat Springs) ist ein US-amerikanisch-finnischer Nordischer Kombinierer.

## Werdegang
Malacinski startet bei internationalen Wettbewerben für den Wintersportverein Steamboat Springs WSC. Darüber hinaus ist er Mitglied im finnischen Klub Ounasvaaran Hiihtoseura, bei dem er besonders in den Sommermonaten trainiert. Am 4. September 2015 gab Malacinski im Rahmen des Youth Cups in Oberstdorf sein internationales Debüt. Dabei belegte er in der Kategorie der Dreizehnjährigen den vorletzten Platz. Ein Jahr später versuchte er sich erneut am Auftaktwochenende des Youth Cups in Vuokatti, doch blieb er als Fünfzehnter mit über fünf Minuten Rückstand auf den Sieger hinter der Spitze zurück. Auch im Sommer 2017 ging er in dieser Wettkampfserie an den Start und erreichte bei einem kleineren Teilnehmerfeld erstmals eine Platzierung unter den besten Zehn. Zwar nahm er nach den ersten beiden Wettkampfwochenenden nicht mehr am Youth Cup 2017/18 teil, doch reichten seine Ergebnisse für den zehnten Rang in der Gesamtwertung.

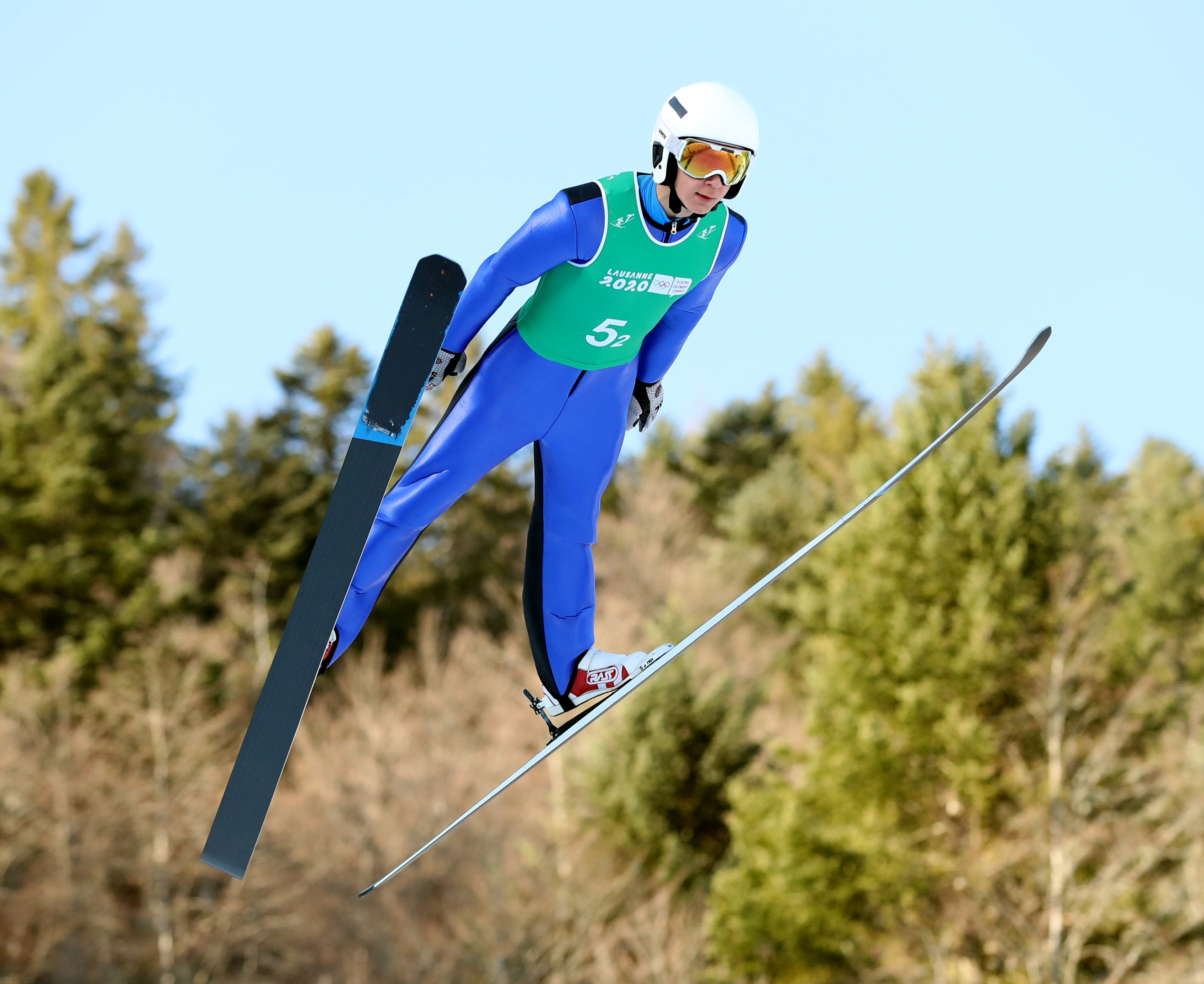
Malacinski bei den Olympischen Jugend-Winterspielen 2020

Bei den Nordischen Junioren-Skiweltmeisterschaften 2019 in Lahti wurde Malacinski bei allen drei Wettbewerben eingesetzt. Nachdem er beim vorerst letztmals ausgetragenen Sprint den vorletzten Platz belegt hatte, erreichte er gemeinsam mit Jared Shumate, Evan Nichols und Beckett Ledger den zehnten Rang in der Staffel. Zum Abschluss lief Malacinski im Gundersen Einzel auf Rang 51. Bei den ersten US-amerikanischen nordischen Juniorenmeisterschaften im April 2019 gewann Malacinski den Meistertitel in der Kategorie U16. Zum Auftakt in den Winter 2019/20 debütierte Malacinski in Park City im Continental Cup. Dabei gelang ihm als 29. auf Anhieb der Sprung in die Punkteränge. Mitte Januar 2020 nahm er an den Olympischen Jugend-Winterspielen 2020 in Lausanne teil, wo er im Gundersen Einzel den fünften Rang belegte. Darüber hinaus wurde er im Mixed-Teamspringen Elfter sowie im Nordic-Mixed-Team Sechster. Anderthalb Monate später trat er erneut bei den Nordischen Junioren-Skiweltmeisterschaften an, die 2020 in Oberwiesenthal ausgetragen wurden. Im Gundersen Einzel erreichte er den 27. Platz, ehe er gemeinsam mit Tess Arnone, Annika Malacinski und Evan Nichols beim erstmals ausgetragenen Mixed-Team-Wettbewerb den siebten Rang belegte. Den Teamwettkampf der Junioren schloss er auf dem dreizehnten und letzten Platz ab.
Im Sommer 2020 trainierte Malacinski mehrere Wochen in Finnland, weshalb er Anfang Oktober auch an den finnischen Sommer-Meisterschaften in Kuopio teilnahm. Im Junioren-Wettkampf der Nordischen Kombinierer setzte er sich deutlich durch und wurde Erster. Tags darauf belegte er zudem den Silberrang im Spezialspringen der Junioren. Im Winter 2020/21 ging er erstmals Mitte Dezember beim Auftaktwochenende des Continental Cups in Park City an den Start. Am ersten Wettkampftag konnte Malacinski den Sprunglauf gewinnen und so als Erster auf die Loipe gehen. Schließlich wurde er von nur vier Athleten überholt, sodass er mit dem fünften Platz erstmals ein Top-10-Ergebnis in dieser Wettkampfserie erreichen konnte. Tags darauf brachte er sich im Langlauf des Massenstarts in eine gute Ausgangsposition für das Springen, wo er mit der viertbesten Leistung noch auf den dritten Rang im Endresultat vorrückte und so seinen ersten Podestplatz erzielte. Damit holte Malacinski einen zusätzlichen Startplatz für die Vereinigten Staaten in der zweiten Periode der Weltcup-Saison, weshalb er Mitte Januar ins Weltcup-Team berufen wurde und am dritten Januarwochenende 2021 in Val di Fiemme debütierte. Am ersten Wettkampftag belegte er den 41. Platz, ehe er tags darauf gemeinsam mit Jasper Good Fünfzehnter im Teamsprint wurde. Zum Abschluss des Wochenendes erreichte er Rang 44 im Gundersen Einzel. In den folgenden Wochen nahm er wieder am Continental Cup teil und lief bei allen fünf Wettbewerben in die Top 15. Bei den Nordischen Junioren-Skiweltmeisterschaften in Lahti wurde Malacinski im Einzel disqualifiziert. Darüber hinaus belegte er gemeinsam mit Alexa Brabec, seiner Schwester Annika Malacinski und Evan Nichols den sechsten Platz im Mixed-Team. Wenige Wochen später war Malacinski Teil des US-amerikanischen Delegation bei den Nordischen Skiweltmeisterschaften 2021 in Oberstdorf, wo er lediglich im Staffelwettbewerb zum Einsatz kam. Diesen schloss er gemeinsam mit Jared Shumate, Taylor Fletcher und Ben Loomis mit einem Rückstand von mehr als fünf Minuten Rückstand auf die Sieger als Neunter ab. Mitte März erreichte er beim abschließenden Continental-Cup-Wochenende in Nischni Tagil an allen drei Wettkampftagen die Punkteränge. Die Saison schloss er auf dem zwölften Platz der Gesamtwertung ab.
Am 28. August 2021 debütierte Malacinski im Grand Prix, der höchsten im Sommer ausgetragenen Wettkampfserie in der Nordischen Kombination. Nachdem er am ersten Wettkampftag noch disqualifiziert wurde, gewann er tags darauf seine ersten Punkte. Bei der Winter-Universiade 2023 in Lake Placid gewann Malacinski sowohl im Gundersen Einzel als auch im Massenstart hinter Sakutarō Kobayashi die Silbermedaille. Gemeinsam mit Evan Nichols wurde er im Teamsprint Universiadesieger. Bem Schwarzwaldpokal am 11. Februar in Schonach erreichte Malacinski als 27. erstmals die Punkteränge im Weltcup.

## Privates
Malacinski ist Halb-Finne. Seine ältere Schwester Annika Malacinski (* 2001) ist ebenso als Nordische Kombiniererin aktiv.

## Statistik

### Platzierungen bei Weltmeisterschaften
| Jahr und Ort    | Wettbewerb | Wettbewerb | Wettbewerb | Wettbewerb | Wettbewerb |
| Jahr und Ort    | Einzel NS  | Einzel GS  | Team       | Teamsprint | Mixed-Team |
| --------------- | ---------- | ---------- | ---------- | ---------- | ---------- |
| 2021 Oberstdorf | —          | —          | 09.        | —          | —          |
| 2023 Planica    | 31.        | 38.        | 08.        | —          | 07.        |
| 2025 Trondheim  | 29.        | 35.        | 08.        | —          | 09.        |

### Weltcup-Platzierungen

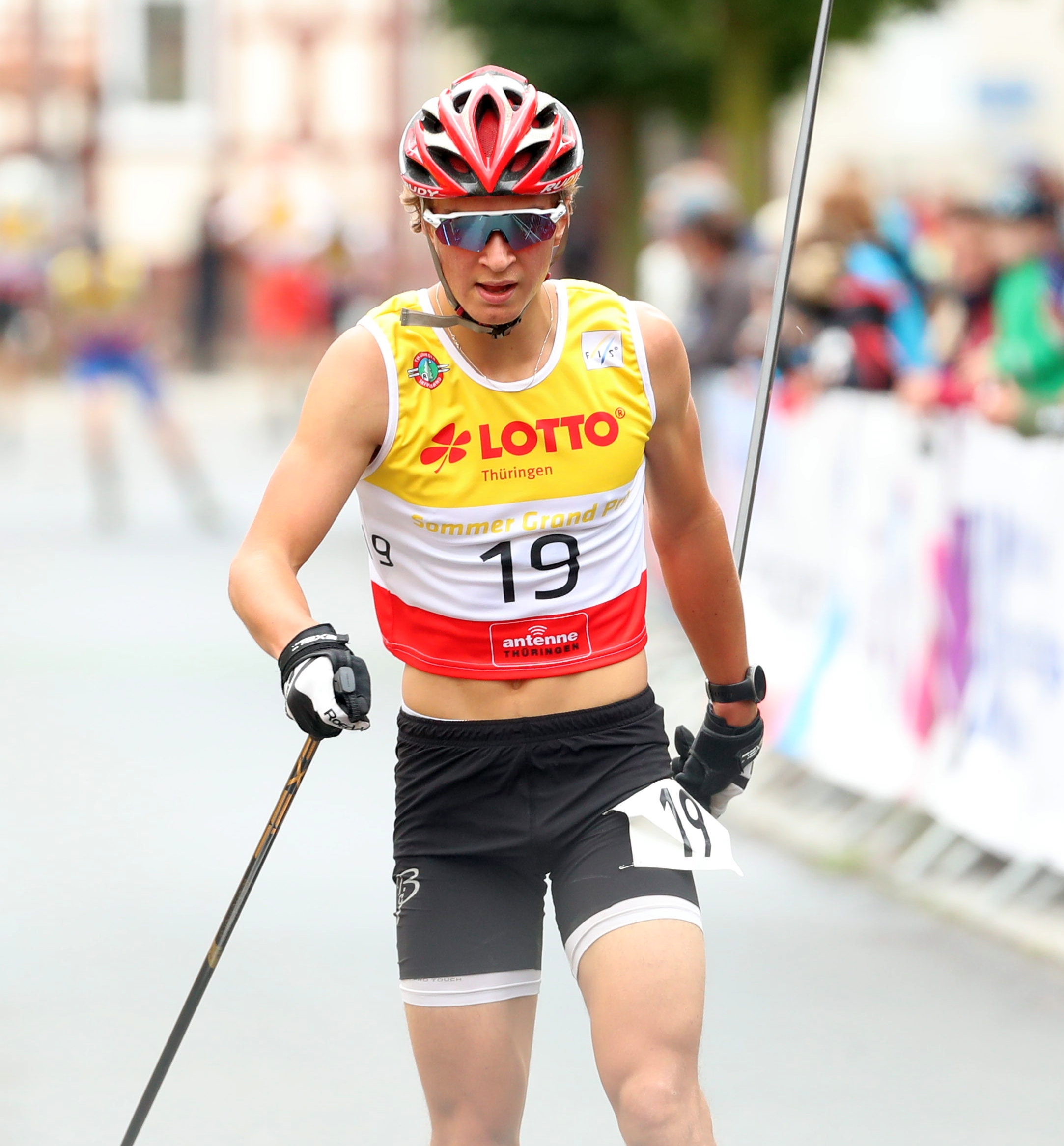
Malacinski beim Sommer Grand Prix 2021 in Oberhof und Steinbach-Hallenberg

| Saison  | Platz | Punkte |
| ------- | ----- | ------ |
| 2022/23 | 52.   | 012    |
| 2023/24 | 25.   | 333    |

### Grand-Prix-Platzierungen
| Saison | Platz | Punkte |
| ------ | ----- | ------ |
| 2021   | 46.   | 008    |
| 2023   | 65.   | 005    |
| 2024   | 31.   | 038    |

### Continental-Cup-Platzierungen
| Saison  | Platz | Punkte |
| ------- | ----- | ------ |
| 2019/20 | 90.   | 002    |
| 2020/21 | 12.   | 296    |
| 2021/22 | 51.   | 050    |
| 2022/23 | 18.   | 158    |

## Auszeichnungen
- 2020: USA Nordics Junior Sportler des Jahres[7]